# Hernán Castro
Hernán Castro Leiva (La Calera, Valparaíso, 2 de julio de 1954) es un exfutbolista profesional y actual entrenador chileno. Actualmente se desempeña como Ayudante Técnico.

## Historia
Es vicepresidente ejecutivo jurídico del Colegio Profesional de Técnicos de Fútbol de Chile
Es reconocido por haber jugado en: Unión La Calera, Universidad Católica, Everton, Unión Española, Deportes La Serena, Audax Italiano y Unión San Felipe.
Su mayor desempeño como entrenador fue al mando de Deportes Ovalle en las campañas 2006 y 2007. También reconocido por dirigir a Unión La Calera en Tercera División en la década de 1990 y en la campaña de 1999 con un buen desempeño estuvo a punto de lograr el ascenso a segunda división tras ganar a Talcahuano en calidad de local en la ida, ya en la vuelta se perdió 1-0 en San Fernando, lo que dejó al equipo como subcampeón de ese año.